# Ruslan Lysenko
Pour les articles homonymes, voir Lyssenko (homonymie).
Rouslan Lyssenko (en ukrainien : Руслан Лисенко ; né le 18 mai 1976 à Soumy) est un biathlète ukrainien. Il a participé à trois éditions des Jeux olympiques de 1998 à 2006.

## Biographie
Lyssenko fait ses débuts internationaux lors de la saison 1994-1995. Il marque ses premiers points dans la Coupe du monde la saison suivante grâce à une 21e place sur l'individuel des Championnats du monde à Ruhpolding. En 1998, il prend part aux Jeux olympiques de Nagano, où il se place trentième du sprint.
Lors de la saison 1999-2000, où il fait son retour dans les points, il obtient son seul podium individuel en Coupe du monde en terminant deuxième de l'individuel d'Hochfilzen.
Aux Championnats du monde 2001, il obtient son meilleur résultat dans un rendez-vous majeur, terminant au sixième rang de l'individuel.
Aux Jeux olympiques d'hiver de 2002, il est 53e du sprint, 24e de l'individuel et septième du relais.
Aux Jeux olympiques d'hiver de 2006, il est notamment 18e de l'individuel pour son dernier grand championnat.

## Palmarès

### Jeux olympiques d'hiver
| Épreuve / Édition      | Individuel | Sprint | Poursuite                        | Départ en masse                  | Relais |
| ---------------------- | ---------- | ------ | -------------------------------- | -------------------------------- | ------ |
| JO 1998 Nagano         | -          | 30e    | Épreuve inexistante à cette date | Épreuve inexistante à cette date | 18e    |
| JO 2002 Salt Lake City | 24e        | 53e    | DNS                              | Épreuve inexistante à cette date | 7e     |
| JO 2006 Turin          | 18e        | 44e    | 41e                              | —                                | 7e     |

Légende :
- : épreuve inexistante lors de cette édition.

### Championnats du monde
| Épreuve / Édition                        | individuel                       | Sprint                           | Poursuite                        | Départ en masse                  | Relais                           | Relais mixte                     | Course par équipes               |
| Mondiaux 1995 Antholz Anterselva         | -                                | 51e                              | Épreuve inexistante à cette date | Épreuve inexistante à cette date | 11e                              | Épreuve inexistante à cette date | —                                |
| Mondiaux 1996 Ruhpolding                 | 21e                              | 30e                              | Épreuve inexistante à cette date | Épreuve inexistante à cette date | 13e                              | Épreuve inexistante à cette date | —                                |
| Mondiaux 1997 Osrblie                    | 35e                              | 65e                              | -                                | Épreuve inexistante à cette date | 13e                              | Épreuve inexistante à cette date | 18e                              |
| Mondiaux 1998 Pokljuka Hochfilzen        | Épreuve inexistante à cette date | Épreuve inexistante à cette date | -                                | Épreuve inexistante à cette date | Épreuve inexistante à cette date | Épreuve inexistante à cette date | 15e                              |
| Mondiaux 1999 Kontiolahti Oslo           | 65e                              | 37e                              | 38e                              | -                                | 11e                              | Épreuve inexistante à cette date | Épreuve inexistante à cette date |
| Mondiaux 2000 Oslo Lahti                 | 34e                              | 56e                              | 43e                              | -                                | 8e                               | Épreuve inexistante à cette date | Épreuve inexistante à cette date |
| Mondiaux 2001 Pokljuka                   | 6e                               | 54e                              | 37e                              | 27e                              | 13e                              | Épreuve inexistante à cette date | Épreuve inexistante à cette date |
| Mondiaux 2003 Khanty-Mansiysk            | -                                | 68e                              | -                                | -                                | 10e                              | Épreuve inexistante à cette date | Épreuve inexistante à cette date |
| Mondiaux 2004 Oberhof                    | 25e                              | 51e                              | 39e                              | -                                | 7e                               | Épreuve inexistante à cette date | Épreuve inexistante à cette date |
| Mondiaux 2005 Hochfilzen Khanty-Mansiysk | 57e                              | -                                | -                                | -                                | -                                | -                                | Épreuve inexistante à cette date |
| Mondiaux 2006 Pokljuka                   | Épreuve inexistante à cette date | Épreuve inexistante à cette date | Épreuve inexistante à cette date | Épreuve inexistante à cette date | Épreuve inexistante à cette date | 9e                               | Épreuve inexistante à cette date |

Légende :

 : épreuve inexistante à cette date

— : pas de participation à cette épreuve

### Coupe du monde
- Meilleur classement général : 35e en 2000.
- 1 podium individuel : 1 deuxième place.
- 1 podium en relais.

#### Classements annuels
| Année | Classement général final |
| 1996  | 70e                      |
| 1997  | 50e                      |
| 2000  | 35e                      |
| 2001  | 51e                      |
| 2002  | 72e                      |
| 2003  | 55e                      |
| 2004  | 76e                      |
| 2005  | 66e                      |
| 2006  | 43e                      |

### Championnats d'Europe
- Médaille d'argent du relais en 2002 et 2006.